# Arroyo Viraró
Der Arroyo Viraró ist ein kleiner Flusslauf im südlichen Zentrum Uruguays.
Er entspringt auf dem Gebiet des Departamento Flores nördlich der Stadt Trinidad. Von dort verläuft er in östliche Richtung und mündet in den Arroyo Porongos.